# تیم ملی هندبال آرژانتین
تیم ملی هندبال آرژانتین (انگلیسی: Argentina national handball team) نماینده کشور آرژانتین در مسابقات بین‌المللی ورزش هندبال است.
این تیم در سال ۱۹۵۴ میلادی عضو فدراسیون بین‌المللی هندبال شده و سابقه ۶ قهرمانی در بازی‌های پان آمریکن را در کارنامه دارد.